# 3 Camelopardalis
3 Camelopardalis, som är stjärnans Flamsteed-beteckning, är en spektroskopisk dubbelstjärna i den sydvästra delen av stjärnbilden Giraffen. Den har en genomsnittlig skenbar magnitud på ca 5,07 och är synlig för blotta ögat där ljusföroreningar ej förekommer. Baserat på parallaxmätning inom Hipparcosuppdraget på ca 7,7 mas, beräknas den befinna sig på ett avstånd på ca 420 ljusår (ca 130 parsek) från solen. Den rör sig närmare solen med en heliocentrisk radialhastighet på ca -41 km/s.

## Egenskaper
Primärstjärnan 3 Camelopardalis A är en orange till gul jättestjärna av spektralklass K0 III. Den har en massa som är ca 3,3 gånger solens massa, en radie som är ca 24 gånger större än solens och utsänder ca 259 gånger mera energi än solen från dess fotosfär vid en effektiv temperatur på ca 4 700 K.
3 Camelopardalis är en visuell dubbelstjärna med de två stjärnorna separerade med 3,7 bågsekunder. Den ljusare stjärnan är i sig en enkelsidig spektroskopisk dubbelstjärna med en omloppsperiod på 121 dygn. Primärstjärnan roterar ett varv på 121 dygn och matchar omloppsperioden med sin nära följeslagare. Den spektroskopiska följeslagaren har inte observerats direkt och den kan inte utläsas i spektrumet, utan identifieras på grundval av variationer i radiell hastighet hos den ljusare stjärnan. Om man antar en cirkulär bana har den en massa av 2,37 solmassor.
3 Camelopardalis ansågs vara en snabb Cepheid-variabel när den först undersöktes, men har sedan dess klassificerats som en trolig eruptiv variabel av RS Canum Venaticorum-typ (RS) av magnitud +5,05 och med variationer i amplitud av 0,05.